# Chironius multiventris
Chironius multiventris là một loài rắn trong họ Rắn nước. Loài này được Schmidt & Walker mô tả khoa học đầu tiên năm 1943.